# Col de la Croix-Haute
Der Col de la Croix Haute ist ein 1179 m hoher Pass nördlich von Lus-la-Croix-Haute, Département Drôme, in den Dauphiné-Alpen. Der Pass wird von der ehemaligen Route nationale 75 sowie von der Bahnstrecke Lyon–Marseille überquert, die hier in einem offenen Einschnitt verläuft.

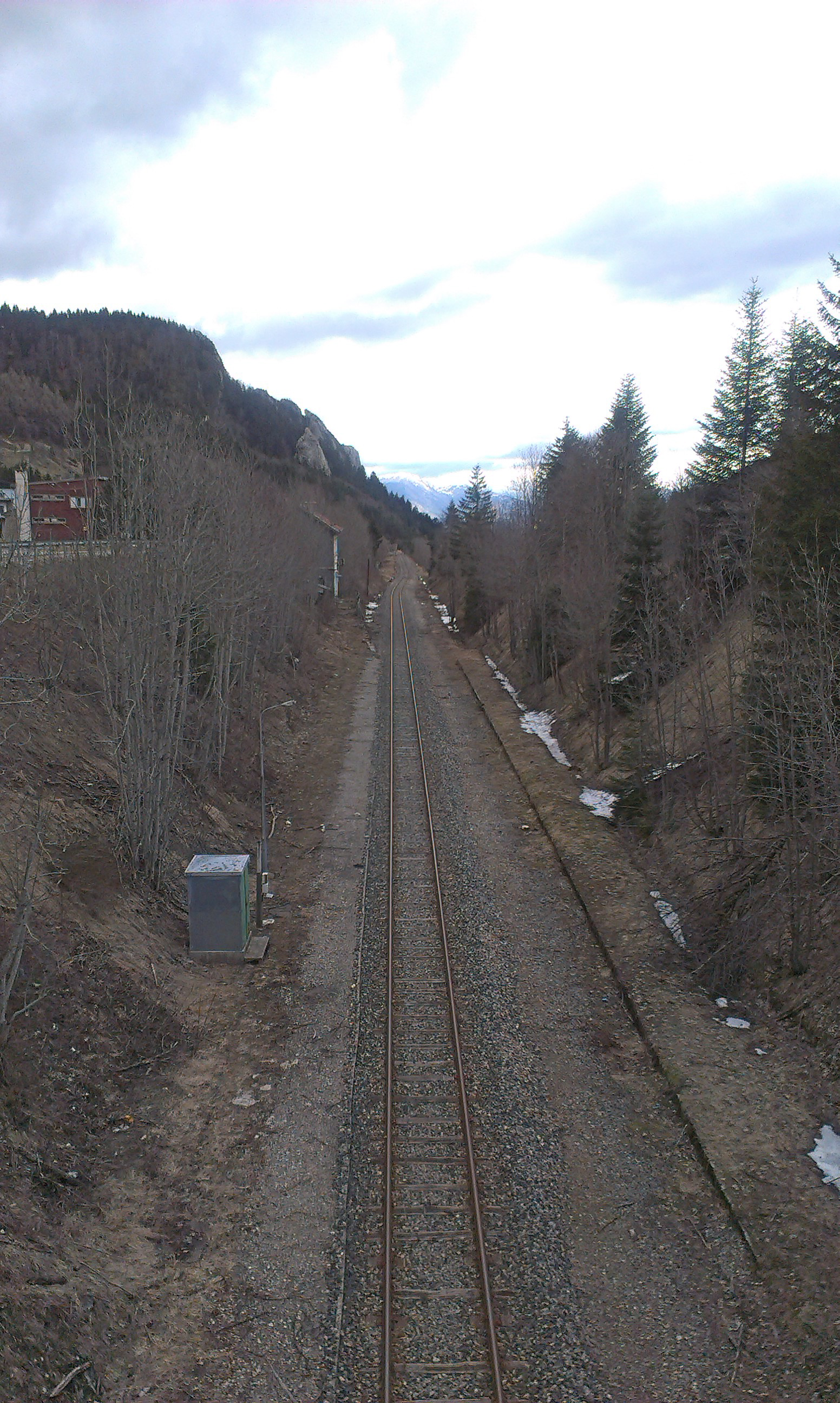
Blick auf die Bahnstrecke von der Passhöhe